# Hikaru Sulu
Hikaru Sulu è un personaggio immaginario dell'universo fantascientifico di Star Trek. È stato interpretato da George Takei nella serie classica, nei primi sei film di Star Trek e nell'episodio della terza stagione di Star Trek: Voyager, Flashback. In seguito il personaggio è stato ripreso da John Cho nei film della Kelvin Timeline.
Arruolato come parte dello staff scientifico della USS Enterprise NCC-1701, Sulu viene presto trasferito sulla plancia con il grado di tenente e il ruolo di timoniere. Successivamente viene promosso prima a Comandante e in seguito a Capitano e gli viene affidato il comando della USS Excelsior NCC-2000.

## Origine del nome
Hikaru è un nome giapponese mentre Sulu è un cognome tipicamente filippino. Durante tutta la serie televisiva viene chiamato semplicemente Signor Sulu. Il prenome del personaggio, Hikaru, si deve alla scrittrice Vonda N. McIntyre che per prima lo introdusse nel suo romanzo Effetto entropia (The Entropy Effect, 1981). Il nome diventerà ufficiale solamente con il sesto film della serie, Rotta verso l'ignoto, dove lo scrittore Peter David convincerà il regista Nicholas Meyer a inserirlo nella pellicola.
Nella versione giapponese di Star Trek, il cognome del personaggio è stato modificato in Kato (cognome tipico giapponese). Questo si è reso necessario dato che nella lingua giapponese la "l" viene pronunciata come la "r". Nei film più recenti, tuttavia, il cognome torna l'originale Sulu (スールー, Suru).

## Storia del personaggio

### Primi anni
Sulu nasce a San Francisco, in California, Stati Uniti d'America, nel 2237. Frequenta l'Accademia della Flotta Stellare tra il 2255 e il 2259. Nel 2265 viene assegnato all'astronave USS Enterprise NCC-1701, sotto il comando del capitano James T. Kirk, con il grado di tenente come parte del personale scientifico. Nel 2266 viene trasferito in plancia con il ruolo di timoniere.

### Serie classica e serie animata
Sulu è originariamente un componente del gruppo di fisica ma viene trasferito sul ponte di comando, divenendo il timoniere della serie classica, con il grado di tenente.

#### Universo dello specchio
Nell'universo dello specchio Sulu ricopre la mansione di capo della sicurezza dell'astronave ISS Enterprise. Ha una cicatrice sul volto, dovuta a uno scontro precedente, ed è attratto fisicamente da Uhura, che tenta in più occasioni di sedurre. Accortosi del comportamento anomalo del capitano Kirk e di Spock, tenta di sconfiggerlo raggiungendolo in infermeria con una squadra di sicurezza, ma viene sconfitto da Marlena Moreau grazie al Campo Tantalo.

### Film
Dopo la conclusione della missione quinquennale dell'Enterprise, Sulu viene promosso a tenente comandante sotto il comando di Williard Decker, sulla USS Enterprise NCC-1701 completamente rimodernata. Nel 2277 viene quindi assegnato all'Accademia della Flotta Stellare con l'incarico di addestrare i cadetti e contemporaneamente ha il compito di timoniere al Comando della Flotta Stellare. Nel 2285, con il grado di comandante, è a bordo della USS Enterprise sotto il comando di James T. Kirk durante la missione di soccorso al tema del Progetto Genesis.
Nel 2286 viene sottoposto a un'inchiesta assieme ai suoi compagni per l'accusa di furto dell'Enterprise, accusa da cui viene però scagionato. Nel 2287 supervisione il timone della nuova USS Enterprise NCC-1701-A. Nel 2290 viene promosso al grado di capitano e riceve il comando della USS Excelsior NCC-2000, per una missione triennale con il compito di tracciare anomalie gassose nel Quadrante Beta. Nel 2293 la Excelsior è la prima a rilevare l'esplosione della luna Klingon Praxis. Più tardi, a causa della sua missione, la Excelsior si trova nelle vicinanze dell'Impero Klingon durante la conferenza di Khitomer, Sulu così svolge un ruolo determinante nel salvare l'Enterprise dalla distruzione, durante il tentativo di compromettere la conferenza di pace da parte di un complotto da parte di oppositori alla pacificazione tra la Federazione e l'Impero Klingon.
Nel 2350, dopo una lunga carriera in qualità di capitano, Sulu si trova, ancora operativo all'età di 113 anni, con il compito di pattugliare il confine cardassiano, dove fa da mentore al giovane Chakotay, originario di Dorvan V, per farlo entrare nell'Accademia della Flotta Stellare.

### Kelvin Timeline
Nella Kelvin Timeline Hikaru Sulu è il timoniere della USS Enterprise NCC-1701, compito che gli è stato assegnato all'ultimo minuto, in sostituzione del timoniere McKenna, quando questo contrae una parassitosi dovuta a un verme polmonare. Si rivela rapidamente un valido timoniere, dimostrandosi determinante nelle manovre durante l'attacco di Nero, riuscendo a far sfuggire la nave dall'attrazione del buco nero creato per distruggerla.

### Altre apparizioni
Sulu compare nell'episodio Flashback della serie televisiva Star Trek: Voyager.
Nel 2350 Chakotay, primo ufficiale della USS Voyager, afferma di essere stato spinto proprio dal Capitano Sulu a entrare nell'Accademia della Flotta Stellare. Nel suo romanzo Pathways, lo scrittore Jeri Taylor suggerisce un'alternativa rispetto all'interpretazione canonica, ovvero che il Capitano Sulu citato da Chakotay sia in realtà Hiromi Sulu, nipote di Hikaru e amico della famiglia di Chakotay.
Sulu compare, da anziano, anche nell'episodio World Enough and Time della webserie fanfiction Star Trek: New Voyages.

## Vita privata

### Timelineclassica
Sulu nutre svariati hobby e interessi sportivi, tra cui la scherma, la botanica e le arti marziali. Colleziona inoltre pistole antiche ed è un abile pilota di vecchie imbarcazioni, oltre a saper pilotare un elicottero terrestre del XX secolo e uno sparviero klingon.
Ha una figlia, Demora Sulu, nata nel 2271, che nel 2293 è a bordo della USS Enterprise NCC-1701-B capitanata da John Harriman, con il grado di guardiamarina e il ruolo di timoniere, già ricoperto dal padre.

### Kelvin Timeline
Sulu è stato addestrato nel combattimento corpo a corpo e nella scherma, oltre che nel kendo. In questa linea temporale Sulu è omosessuale.

## Interpreti
Il primo e più noto interprete di Hikaru Sulu è l'attore statunitense di origini giapponesi, George Takei. Takei l'ha impersonato in 52 episodi della serie televisiva Star Trek (1966-1967), nel secondo episodio della terza stagione della serie televisiva Star Trek: Voyager, Flashback (Flashback, 1996), oltre che nei sei film con protagonista l'equipaggio della serie classica Star Trek (Star Trek: The Motion Picture, 1979); Star Trek II - L'ira di Khan (Star Trek II: The Wrath of Khan, 1982); Star Trek III - Alla ricerca di Spock (Star Trek III: The Search for Spock, 1984); Rotta verso la Terra (Star Trek IV: The Voyage Home, 1986); Star Trek V - L'ultima frontiera (Star Trek V: The Final Frontier, 1989), Rotta verso l'ignoto (Star Trek VI: The Undiscovered Country, 1991). Takei impersona Sulu inoltre nel terzo episodio della prima stagione della webserie fanfiction Star Trek: New Voyages, World Enough and Time (2007); nel cortometraggio fanfiction Yorktown: A Time to Heal (1987); nel cortometraggio Star Trek Adventure (1991) e nel documentario pubblicato direct-to-video Billy Blackburn's Treasure Chest: Rare Home Movies and Special Memories (2013)
Takei presta la voce a Sulu in 22 episodi della serie animata Star Trek (1973-1974), dove doppia anche i personaggi di Huron e Kurim. È la voce di Sulu anche nell'episodio Bugs Keith in: I Can't Call Heaven, Doug (2019) della decima stagione della serie televisiva Robot Chicken. Nel 2022 presta nuovamente la voce a Sulu, che appare sotto forma di allucinazione, nell'episodio della seconda stagione della serie animata Star Trek: Lower Decks, Punto di Crisi II: Paradosso (Crisis Point 2: Paradoxus, 2022). Doppia inoltre Sulu nei videogiochi Star Trek 25th Anniversary (1992), Star Trek: Judgment Rites (1993), Star Trek: Starfleet Academy (1997), Starfleet Academy: Chekov's Lost Missions (1998), Star Trek: Starfleet Command (1999), Star Trek: Starfleet Command: Volume II: Empires at War (2000) e Star Trek: Shattered Universe (2003), mentre nel videogioco Star Trek Online (2010), vengono utilizzate tracce d'archivio della voce di Takei, per dare la voce al personaggio di Sulu.
Nell'edizione italiana delle opere del franchise in cui l'attore è presente, George Takei è doppiato da: Ruggero De Danidos (serie classica, primo doppiaggio); Ruggero Dondi (serie classica, primo doppiaggio); Bruno Slaviero (serie classica, primo doppiaggio, episodio 2x01); Paolo Turco (serie classica, secondo doppiaggio; serie animata, primo doppiaggio); Piero Tiberi (Star Trek, film 1979, primo doppiaggio); Marco Balzarotti (Star Trek, film 1979, director's cut); Gianni Williams (L'ira di Khan, Alla ricerca di Spock); Vittorio Stagni (Rotta verso la Terra, L'ultima frontiera).
Nei film della Kelvin Timeline, Hikaru Sulu viene interpretato dall'attore statunitense John Cho, che lo impersona nei film Star Trek (2009), Into Darkness - Star Trek (Star Trek Into Darkness, 2013) e Star Trek Beyond (2016). In questi lungometraggi viene doppiato in italiano da Gianfranco Miranda. John Cho presta inoltre la voce al personaggio nel videogioco Star Trek (2013).
Nell'episodio della seconda stagione della webserie fanfiction Star Trek: Hidden Frontier, Yesterday's Excelsior (2001), Hikaru Sulu è interpretato dall'attore Randall Mark. Kevin Shinick ed Eric Lopez doppiano Sulu in due episodi della serie televisiva Mad, mentre Seth Green lo doppia in un episodio della serie animata Robot Chicken.

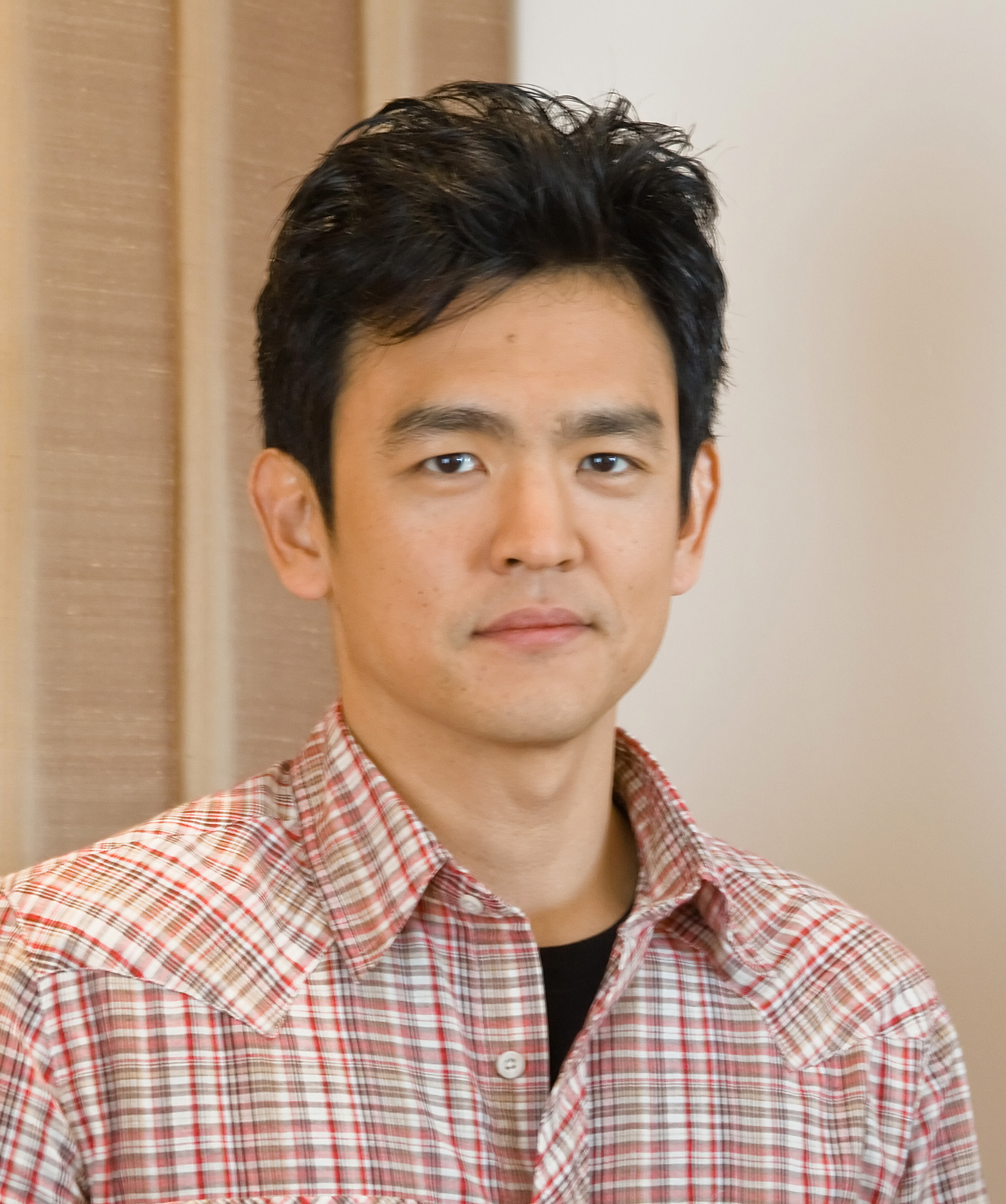
John Cho, interprete di Sulu nella Kelvin Timeline
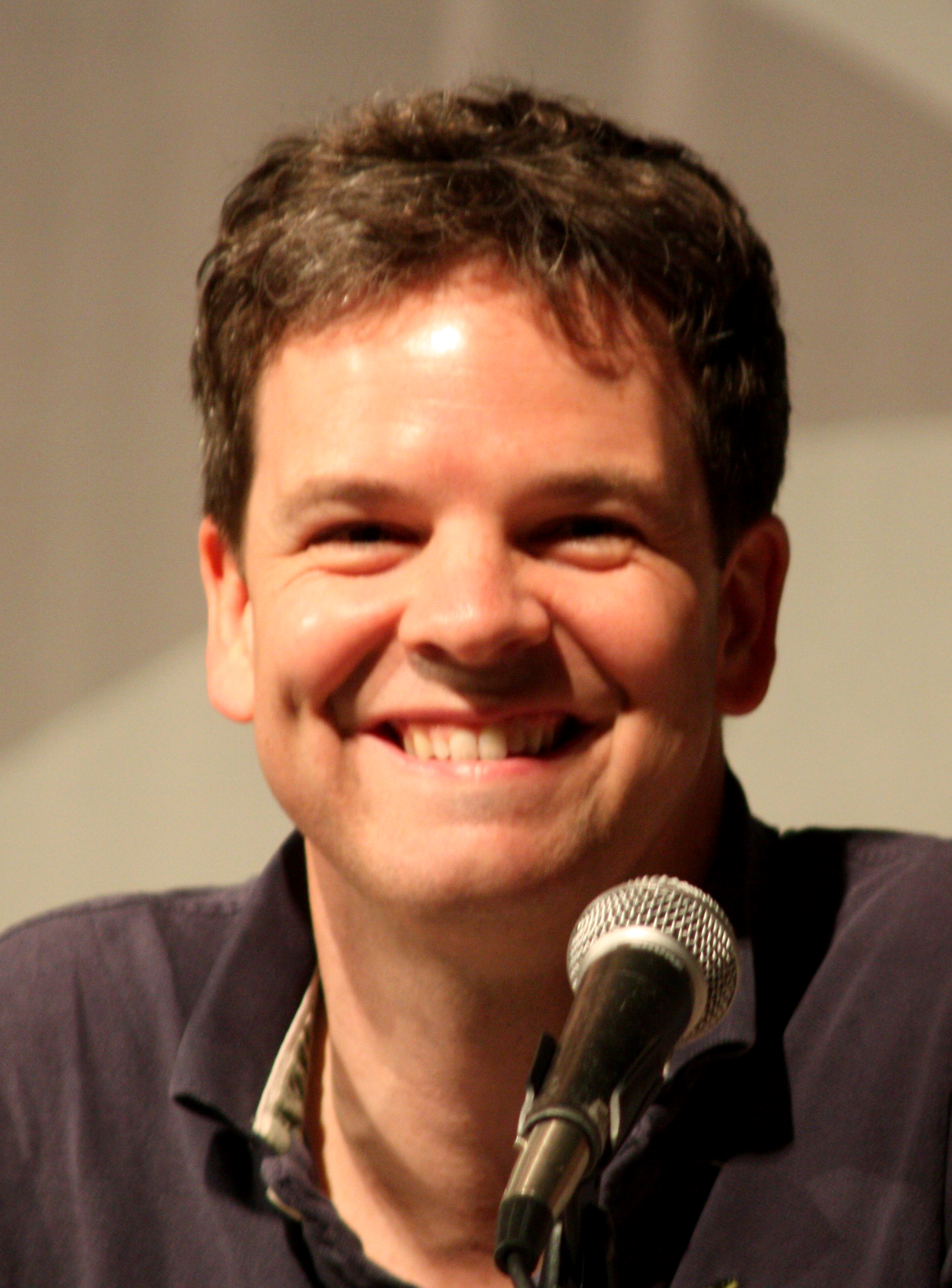
Kevin Shinick, doppiatore di Sulu in Mad
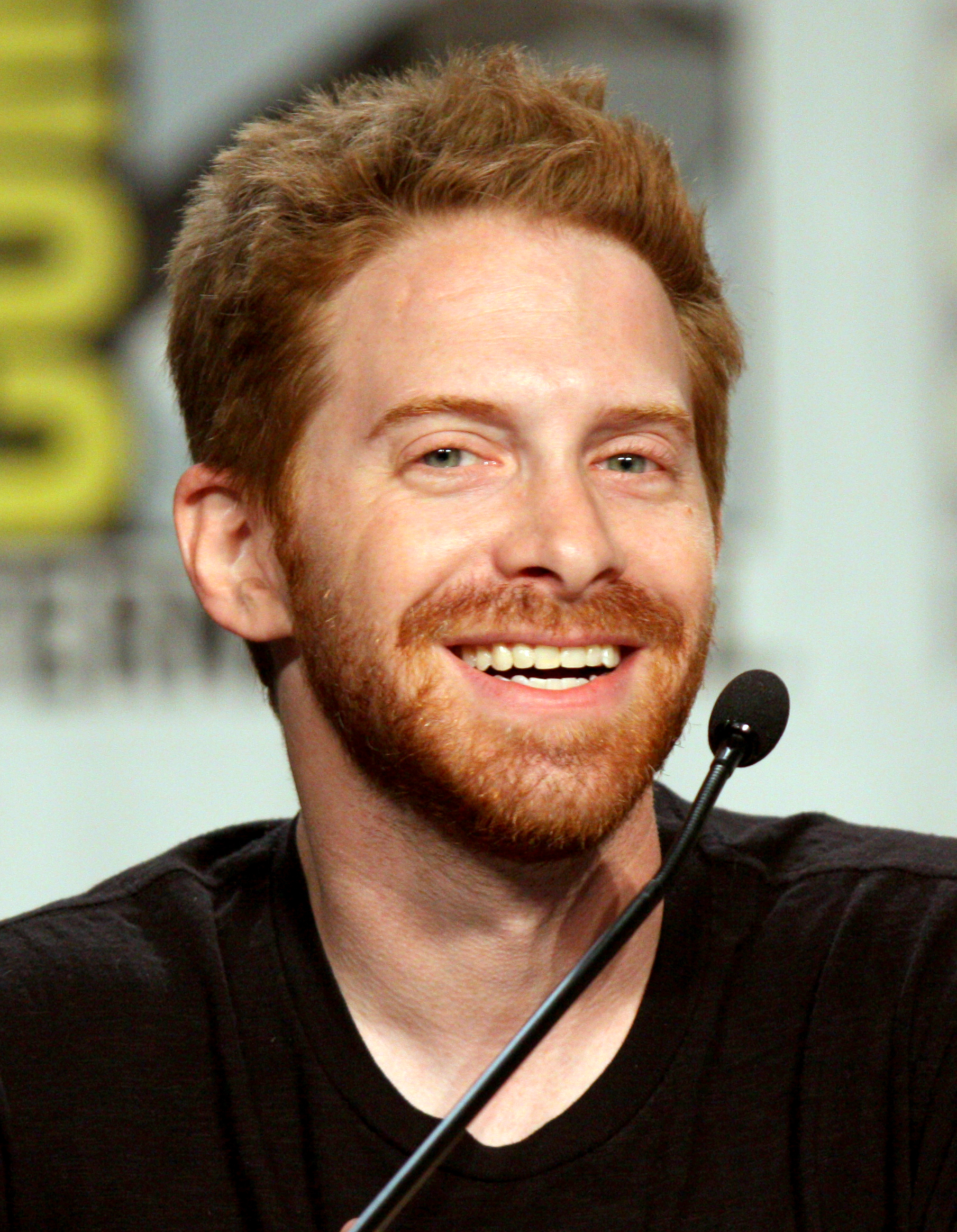
Seth Green, doppiatore di Sulu in Robot Chicken

## Filmografia

### Cinema
- Star Trek (Star Trek: The Motion Picture), regia di Robert Wise (1979)
- Star Trek II - L'ira di Khan (Star Trek II: The Wrath of Khan), regia di Nicholas Meyer (1982)
- Star Trek III - Alla ricerca di Spock (Star Trek III: The Search for Spock), regia di Leonard Nimoy (1984)
- Rotta verso la Terra (Star Trek IV: The Voyage Home), regia di Leonard Nimoy (1986)
- Yorktown: A Time to Heal, regia di Da Han - cortometraggio fanfiction (1987)
- Star Trek V - L'ultima frontiera (Star Trek V: The Final Frontier), regia di William Shatner (1989)
- Rotta verso l'ignoto (Star Trek VI: The Undiscovered Country), regia di Nicholas Meyer (1991)
- Star Trek Adventure - cortometraggio (1991)
- Star Trek, regia di J.J. Abrams (2009)
- Billy Blackburn's Treasure Chest: Rare Home Movies and Special Memories - cortometraggio documentario direct-to-video (2013)
- Into Darkness - Star Trek (Star Trek Into Darkness), regia di J.J. Abrams (2013)
- Star Trek Beyond, regia di Justin Lin (2016)

### Televisione
- Star Trek - serie TV, 52 episodi (1966-1969)
- Star Trek - serie animata, 22 episodi (1973-1974)
- Star Trek: Voyager - serie TV, episodio 3x02 (1996)
- Star Trek: Hidden Frontier - webserie, episodio 2x02 (2001)
- Star Trek: New Voyages - webserie, episodio 1x03 (2007)
- Mad - serie animata, 2 episodi (2013)
- Robot Chicken - serie animata, episodio 10x02 (2019)
- Star Trek: Lower Decks - serie animata, episodio 3x08 (2022)

## Pubblicazioni (parziale)

### Romanzi
- (EN) Jeri Taylor, Pathways, collana Star Trek: Voyager, New York, Pocket Books, 1999, ISBN 0671026267.
  -  Jeri Taylor, Destini, collana Star Trek: Voyager, Roma, Fanucci Editore, 2000, ISBN 88-347-0747-8.
- (EN) Vonda N. McIntyre, The Entropy Effect, collana Star Trek, n. 2, New York, Pocket Books, 1981, ISBN 0671836927.
  -  Vonda N. McIntyre, Effetto entropia, a cura di A. Guarnieri, collana Star Trek, traduzione di S. Ciaghi, Armenia Edizioni, 1993, ISBN 8834405528.

## Videogiochi
- Star Trek 25th Anniversary (1992)
- Star Trek: Judgment Rites (1993)
- Star Trek: Starfleet Academy (1997)
- Starfleet Academy: Chekov's Lost Missions (1998)
- Star Trek: Starfleet Command (1999)
- Star Trek: Starfleet Command: Volume II: Empires at War (2000)
- Star Trek: Shattered Universe (2003)
- Star Trek Online (2010)
- Star Trek (2013)
- Star Trek Fleet Command (2018)